# Universel jurisdiktion
Universel jurisdiktion eller universalprincippet er et uskreven princip i folkeretten (i modsætning til den internationale privatret) hvorved stater kræver strafferetlig jurisdiktion over personer, hvis påståede forbrydelse blev begået udenfor den pågældende stats territorium og uden hensyn til om personen er statsborger eller har fast bopæl i en fremmed stat. Universalprincippet begrundes med, at visse forbryderiske handlinger er rettet mod det internationale samfund som helhed således, at handlingen falder under enhver stats strafmyndighed.
Universalprincippet er således knyttet til forestillingen om, at visse normer er erga omnes, eller gældende for hele det internationale samfund, samt jus cogens-princippet, hvorefter visse folkeretlige forpligtelser er bindende for enhver stat uanset om staterne har indgået traktater, der stipulerer det modsatte.
Universalprincippet blev forsøgt anvendt i forbindelse med Muhammedkrisen, hvor de 11 danske tegnere (samt Geert Wilders fra Holland) af en jordansk domstol blev krævet udleveret til retsforfølgning i Jordan for brud på jordansk lovgivning. Den internationale arrestordre, som blev fremsendt til Interpol, blev ikke ekspederet.

## Diskussion

### Et ældre eller nyere princip
Der er uenighed om, hvorvidt universel jurisdiktion er et ældre eller nyere folkeretligt fænomen.
Kenneth Roth, direktør for Human Rights Watch, mener, at universalprincippet er en integreret del af folkeretten og henviser til, at amerikansk national lovgivning om retsforfølgning af flykaprere siden 1970 har indeholdt bestemmelser, der udvider amerikansk strafmyndighed i overensstemmelse med princippet. Ligeledes mener Roth, at israelske styrkers kidnapning i Argentina af Adolf Eichmann og den efterfølgende retssag mod vedkommende i Jerusalem i 1961 er legitimeret af et universalprincip. Roth bemærker desuden at den brede folkeretlige anerkendelse af universalprincippet indenfor traktatsretten indikerer, at universalprincippet har eksisteret i hvert fald siden midten af 1900-tallet. Hertil henviser han til Genevekonventionerne fra 1949 og De Forenede Nationernes Torturforbudskonvention fra 1984, der kræver at de kontraherende stater implementerer nationale regler som er baseret på universalprincippet.
Modsat mener Henry Kissinger, modtager af Nobels Fredspris og tidligere amerikansk udenrigsminister, at universalprincippet er en folkeretlig nyskabelse, hvis nærmeste analog er det ældre princip om hostes humani generis ("menneskehedens fjender"), som Kissinger bemærker, har legitimeret den internationale bekæmpelse af pirateri hidtil.
I sin behandling af folkeretten sondrer professor Malcolm Shaw QC ikke imellem principperne om universel jurisdiktion og hostes humani generis, men forudsætter tværtimod at begge principper udgør et samlet hele.

### Kritik af og forsvar for universalprincippet
I følge kritikere kan universalprincippet benyttes til at retfærdiggøre unilaterale krænkelse af principperne om staternes suverænitet, ikke-indblanding i nationale affærer og ligestilling imellem staterne. Kritikerne mener således, at magtfulde stater kan praktisere krigslignende handlinger overfor mindre magtfulde stater under dække af universalprincippet.
Henry Kissinger mener således, at universalprincippet udgør et brud på netop staternes suverænitet. Han bemærker i den forbindelse, at enhver stat på baggrund af princippet vil kunne oprette tribunaler til at retsforfølge enhver fremmed stats borgere i en proces, der hurtigt kunne degenerere til en politisk drevet række af skueprocesser mod, hvad staten anser som fremmede fjender eller uønskede individer.
Amnesty International, der en fortaler for universalprincippet, mener, at visse forbrydelser udgør en så alvorlig en trussel mod det internationale samfund, at stater har en logisk og moralsk pligt til at retsforfølge en person med ansvar for disse; intet sted bør være sikkert for personer der har begået folkedrab, forbrydelser mod menneskeheden, udenretslige henrettelser, krigsforbrydelser, tortur eller bortførelser.

## Myndighedspersoners immunitet
Den 14. februar 2002 nåede Den Internationale Domstol i sagen ICJ Arrest Warrent frem til, at myndighedspersoner i en stat havde folkeretlig immunitet i den periode, hvori de besidder embede. Retten konkluderede ligeledes, at myndighedspersonerne ikke opnåede folkeretlig immunitet for deres egen skyld, men at immuniteten har til formål at sikre, at myndighedspersonerne kan varetage arbejdsopgaver for deres stat uforstyrret af fremmede staters potentielt forstyrrende retsskridt. Ligeledes bemærkede retten, at myndighedspersonerne, når de opholdte sig på fremmede staters territorium, fortsat var immune fra arrestordre, herunder arrestordre vedrørende krigsforbrydelser og forbrydelser mod menneskeheden. Den Internationale Domstol kvalificerede dog sin dom: Immuniteten kunne fraviges såfremt arrestordren vedrørte sager ført for en international straffedomstol så som tribunalerne for det tidligere Jugoslavien og Rwanda og Den Internationale Straffedomstol.
I 2003 blev Charles Taylor, den tidligere præsident for Liberia, mødt med en arrestordre fra Den Særlige Domstol for Sierra Leone, der er oprettet ved en folkeretlig overenskomst mellem FN og Sierra Leone. Sagen adskiller sig fra ICJ Arrest Warrent-sagen ved, at de ovenfornævnte tribunaler, der specifikt er omtalt i arrestordresagen, er etableret ved resolutioner fra FN’s Sikkerhedsråd under FN-pagtens artikel 7, hvorefter Sikkerhedsrådet er kompetent til at vedtage resolutioner, der er bindende for enhver stat.

## Danske regler med universel jurisdiktion
Straffelovens § 8 udstrækker dansk strafmyndighed i henhold til både universalprincippet (nr. 4-6) og beskyttelsesprincippet (nr. 1-3):
§ 8. Under dansk straffemyndighed hører handlinger, som foretages uden for den danske stat, uden hensyn til hvor gerningsmanden hører hjemme, når
1. handlingen krænker den danske stats selvstændighed, sikkerhed, forfatning eller offentlige myndigheder eller en embedspligt mod staten,
2. handlingen krænker interesser, hvis retsbeskyttelse i den danske stat forudsætter en særlig tilknytning til denne,
3. handlingen krænker en forpligtelse, som det ifølge lov påhviler gerningsmanden at iagttage i udlandet,
4. handlingen krænker en tjenestepligt, som påhviler gerningsmanden over for dansk fartøj,
5. handlingen er omfattet af en international bestemmelse, ifølge hvilken Danmark er forpligtet til at have straffemyndighed, eller
6. udlevering af sigtede til retsforfølgning i et andet land afslås, og handlingen, for så vidt den er foretaget inden for et fremmed myndighedsområde, er strafbar efter lovgivningen på gerningsstedet (dobbelt strafbarhed) og handlingen efter dansk lovgivning kan medføre straf af fængsel i mindst 1 år.

## Udvalgte hændelser
- Den 11. maj 1960 blev den tyske tidligere SS Obersturmbannführer Adolf Eichmann pågrebet i en forstad til Buenos Aires, Argentina af hemmelige israelske agenter fra Mossad og Shin Bet. Han blev ført til Israel of dømt til døden i en israelsk domstol for deltagelse i folkemord. Argentina indkaldte et krisemøde i FN's sikkerhedsråd og anklagede Israel for at have krænket Argentinas suverænitet. Israel påkaldte sig ikke princippet om universel jurisdiktion, men at det derimod var en ”isoleret overtrædelse af argentinsk lovgivning” begået af private individer.[7]. For overtrædelsen stemte FN for en resolution der pålagde Israel at ”foretage en passende erstatning”.[8]
- I 1998 blev den tidligere chilenske regeringsleder Augusto Pinochet arresteret i London, efter den spanske undersøgelsesdommer Baltazar Garzon havde krævet ham udleveret for drabet på spanske statsborgere. Omend ikke direkte relateret til princippet om universel jurisdiktion idet søgsmålet netop relaterede sig til spanske statsborgere ses det som en tidlig forløber. Pinochet blev frigivet efter længere tids husarrest.
- I 2001 blev den israelske premierminister Ariel Sharon krævet udleveret til retsforfølgelse i en belgisk domstol for hans påståede delagtighed i en massakre i Libanon i 1982.
- Samme år blev Yasser Arafat krævet udleveret til retsforfølgelse i en belgisk domstol for hans påståede delagtighed i terrorhandlinger.
- Samme år blev George H.W. Bush, Colin Powell og Dick Cheney krævet udleveret til en belgisk domstol for deres deltages i Golfkrigen i 1991.
- I 2005 blev Tchads tidligere præsident Hissène Habré anklaget for forbrydelser mod menneskeheden, tortur, krigsforbrydelser og andre menneskerettighedsforbrydelser og krævet udleveret til retsforfølgese i Belgien. Han blev senere anholdt i Senegal og sidder for nuværende i husarrest og afventer resultaterne af sådan et (tvivlsomt) udleveringskrav til Belgien.[9] Senegal har efterfølgende ændret grundlov således at landet selv kan retsforfølge Habré og andre ikke-senegalske statsborgere for handlinger pågået udenfor Senegal. Ingen af de personer Belgien har krævet udleveret har udmøntet sig i en udlevering eller retsforfølgelse og ladet har efterfølgende ændre sin lovgivning så sådan effektuering af universel jurisdiktion ikke længere er mulig.
- I 1999 indbragte Rigoberta Menchú et søgsmål mod Guatemalas militære top i en spansk retssal, hvorefter der officielt blev rejst tiltale mod seks navngivne personer i juli 2006 for handlinger begået under den guatemalanske borgerkrig 1960-1996. I den forbindelse bekendtgjorde den spanske grundlovsdomstol: "princippet om universel jurisdiktion har forrang frem for over nationale interesser".[10][11]
- I juni 2003 varetægtsfængslede den spanske dommer Baltasar Garzón en tidligere argentinske flådeofficer Ricardo Miguel Cavallo, mens en retssag mod ham for hans påståede delagtighed i folkemord begået under Argentinas militærdiktatur blev undersøgt.[12][13]
- I januar 2006 iværksatte den spanske højesteret en undersøgelse af syv tidligere kinesiske embedsmænd, heriblandt tidligere præsident Jiang Zemin og tidligere statsminister Li Peng for delagtighed i påståede folkemod i Tibet. Undersøgelsen følger en kendelse fra den spanske grundlovsdomstol (26. september 2005) at spanske domstole kan føre retssager også hvis de ikke involverer spanske statsborgere.[14][15] Kina afviser domstolens legalitet og jurisdiktion og anklagen som ”det rene opspind.” [16][17]
- I januar 2009 åbnede den spanske dommer Fernando Andreu indledende undersøgelser i et søgsmål mod den tidligere israelske forsvarsminister Binyamin Ben-Eliezer, tidligere israelske forsvarschef Moshe Ya'alon og den tidligere kommandør i det israelske luftforsvar Dan Halutz såvel som fire andre navngivne personer, for deres i påståede deltagelse i et bombeangreb i Gaza 2002 der dræbte Salah Shehade fra den palæstinensiske terrorbevægelse Hamas, samt 14 civile. Resultatet af undersøgelsen er endnu ikke offentliggjort.[18]
- I december 2009 udstedte en britisk domstol en arrestordre mod den tidligere israelske udenrigsminister og vicepremierminister Tzipi Livni for hendes påståede delagtighed i angivelige krigsforbrydelser i forbindelse med konflikten i Gaza 2008-2009.[19] Arrestordren blev fordømt af Israel som opfordrede UK at skride ind mod ”kynisk” ”udnyttelse af det britiske retssystem mod Israel”.[20]
- I december 2009 blev der i en belgisk domstol oprettet anklager mod Hamas for krigsforbrydelser. Søgsmålet der blev udformet af en række personer der havde været udsat for raketangreb fra Gaza indbefattede anklager og arrestordre mod 10 navngivne personer fra Hamas politiske og militære grene.[21][22]